# Железнице
Железнице (чеш. Železnice, нем. Eisenstadtel) — небольшой город Чешской республики, расположен в районе Йичин, Краловеградецкого края.
Находится на северо-востоке Чехии в историческом регионе Богемия в около 6 км на северо-восток от Йичина в холмистой местности под горами в районе Табора с северной стороны и Зебина с южной.

## Население
Население по состоянию на 2020 год составляет 1 321 человек. Площадь — 13,11 км².
| Год  | Численность | Численность |
| ---- | ----------- | ----------- |
| 1869 | 2439        | [ 5 ]       |
| 1880 | 2449        | [ 5 ]       |
| 1890 | 2348        | [ 5 ]       |
| 1900 | 2156        | [ 5 ]       |
| 1910 | 2065        | [ 5 ]       |
| 1921 | 1892        | [ 5 ]       |
| 1930 | 1738        | [ 5 ]       |
| 1950 | 1427        | [ 5 ]       |
| 1961 | 1486        | [ 5 ]       |
| 1970 | 1352        | [ 5 ]       |
| 1980 | 1195        | [ 5 ]       |
| 1991 | 1109        | [ 5 ]       |
| 2001 | 1098        | [ 5 ]       |
| 2014 | 1297        | [ 6 ]       |
| 2016 | 1271        | [ 7 ]       |
| 2017 | 1270        | [ 8 ]       |
| 2018 | 1285        | [ 9 ]       |
| 2019 | 1303        | [ 10 ]      |
| 2020 | 1321        | [ 11 ]      |
| 2021 | 1318        | [ 12 ]      |
| 2022 | 1315        | [ 13 ]      |
| 2023 | 1351        | [ 14 ]      |
| 2024 | 1374        | [ 3 ]       |

## История
Первые упоминания о Железнице относятся к XII столетию, когда здесь возникло первое поселение у старой Градецкой дороги. Археологические находки, обнаруженные в окрестностях городка, указывают на то, что в доисторические времена здесь существовала примитивная металлургия. С этим связано и название городка.
Первое письменное упоминание о селе относится к 1318 году. Здесь был сооружён замок, который был одним из старейших в северо-восточной Чехии, иногда его называли Железнице или Изенбергом. Замок был построен на холме в районе бывшего укрепленного поселения недалеко от средневековой дороги Градец Кралове. Замок Железнице впервые упоминает в письменных источниках между 1180 и 1182 годами.
В 1599 году Железнице получил статус города и герб. В 1866 году во время австро-прусско-итальянской войны рядом с городом состоялась Битва при Гичине.
Благодаря окрестным торфяникам в 1904 году здесь была создана грязелечебница. С 1953 года в Железнице лечатся дети с нарушениями опорно-двигательного аппарата.
Железнице — первый курорт в Европе, специализирующийся на лечение детского полиомиелита и болезней, связанных с травмой мозга. В 1911 году г. Железнице получил статус города-курорта Лазне Железнице.

## Достопримечательности
Центр городка входит в список памятников культуры Чехии.
- Церковь Святого Иржи
- Исторический музей
- Статуя Иоанна Непомуцкого напротив музея
- Статуя святого Флориана
- Колонна со статуей Девы Марии на площади Свободы
- Ратуша на площади Свободы
- Дом священника

## Города-побратимы
- Рево (Италия)

## Известные уроженцы
- Шимон, Тавик Франтишек (1877—1942) — чешский художник, график и скульптор по дереву.

## Гелерея

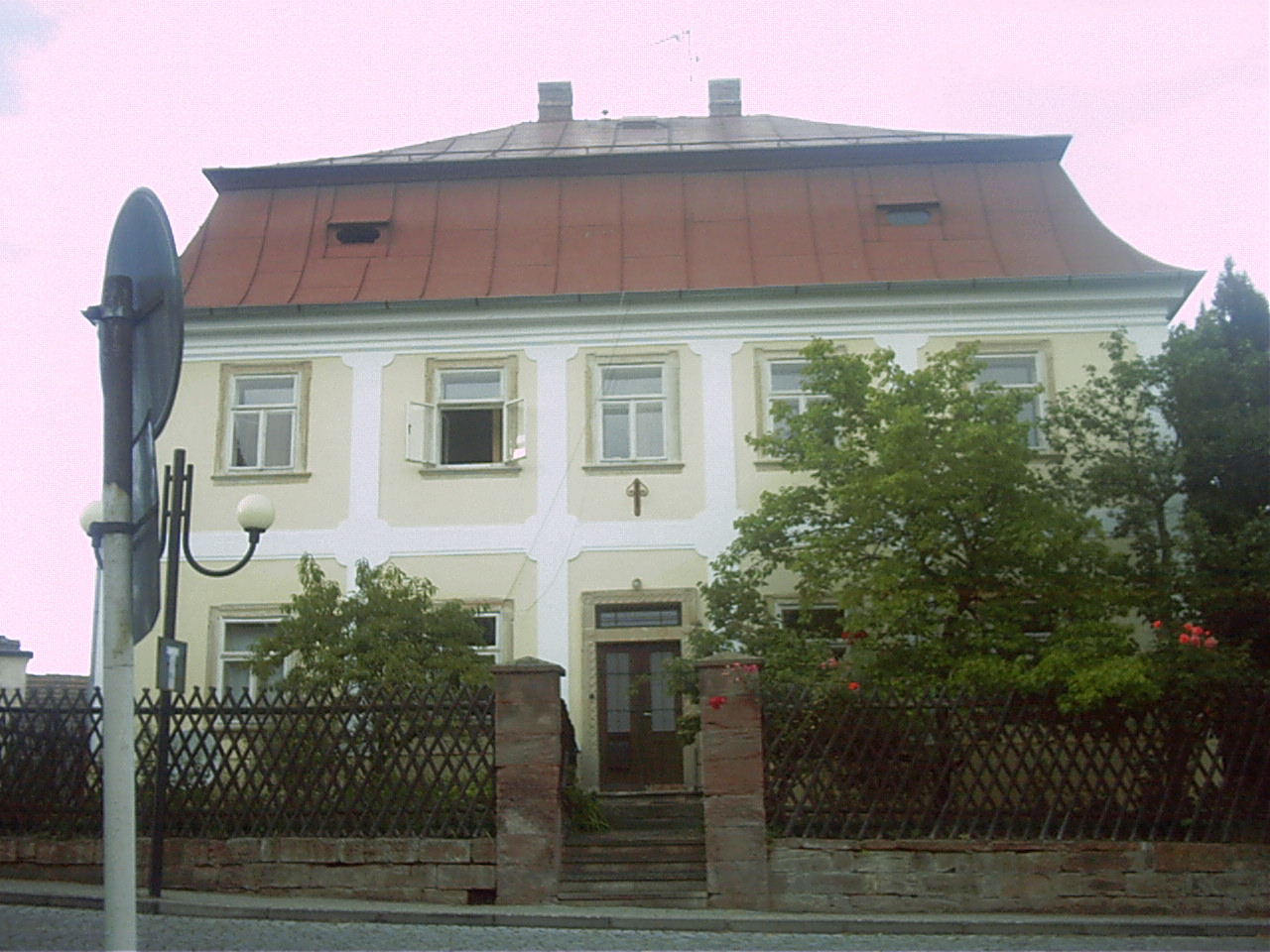
Дом священника
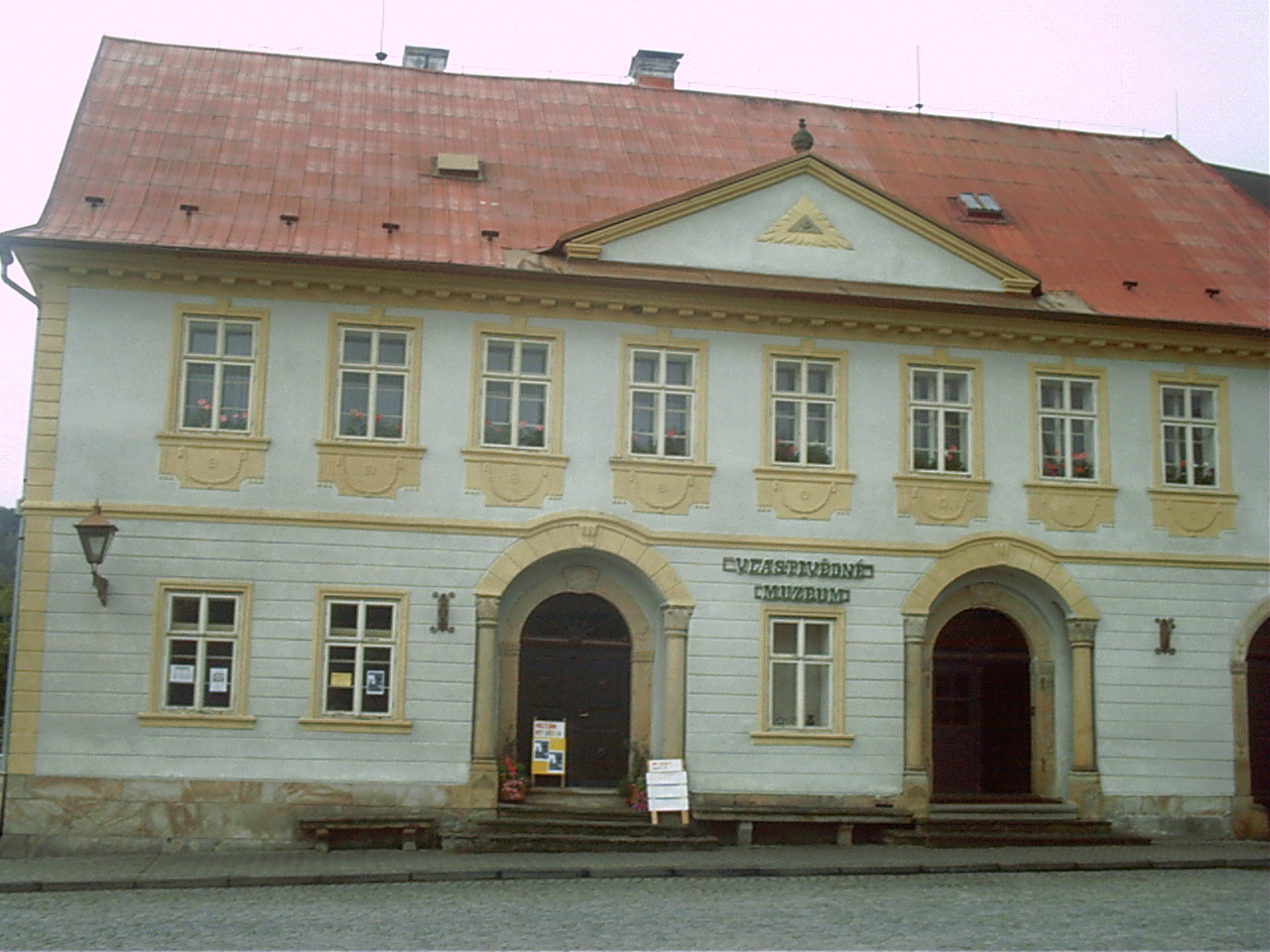
Исторический музей
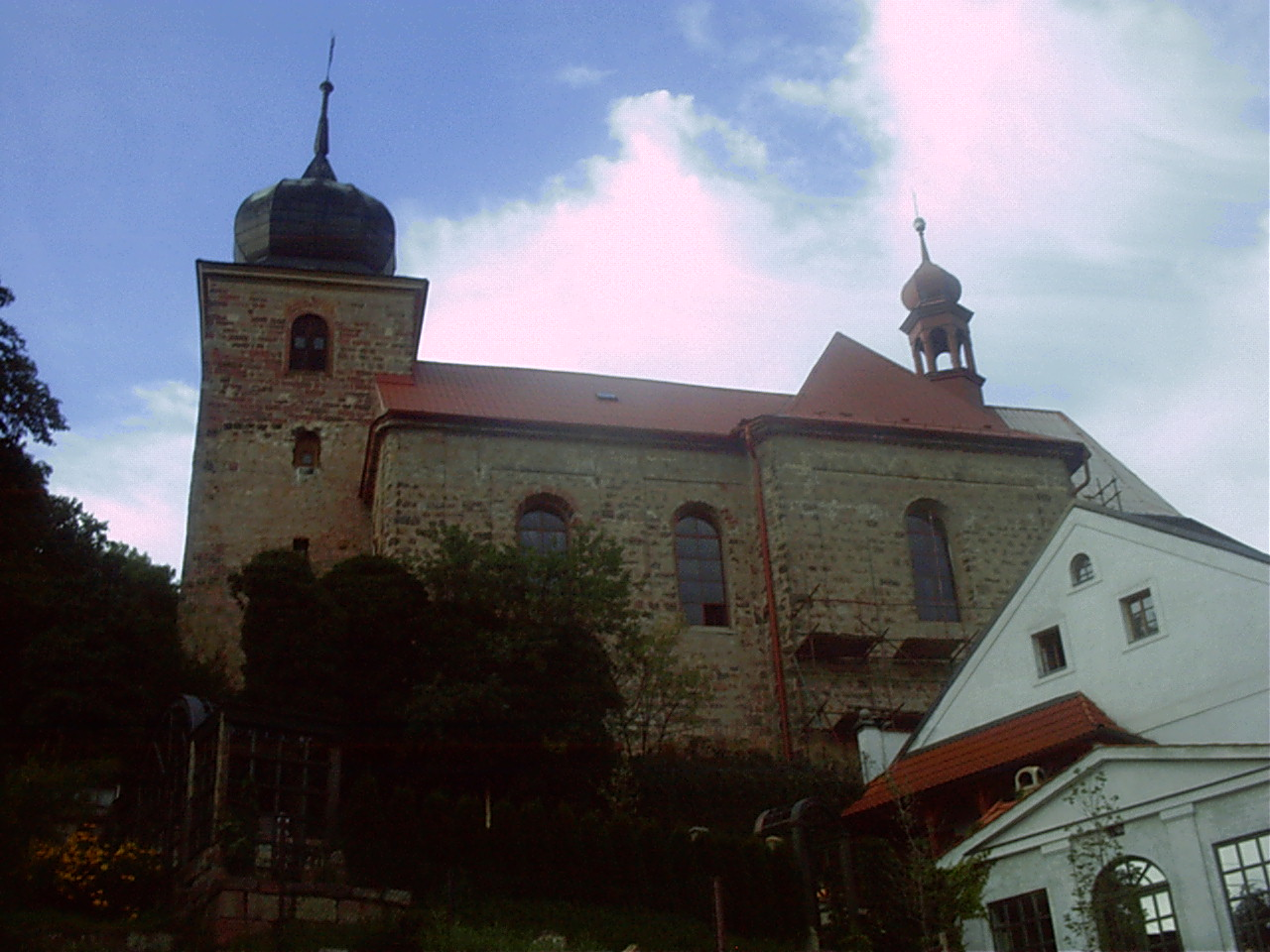
Церковь Святого Иржи
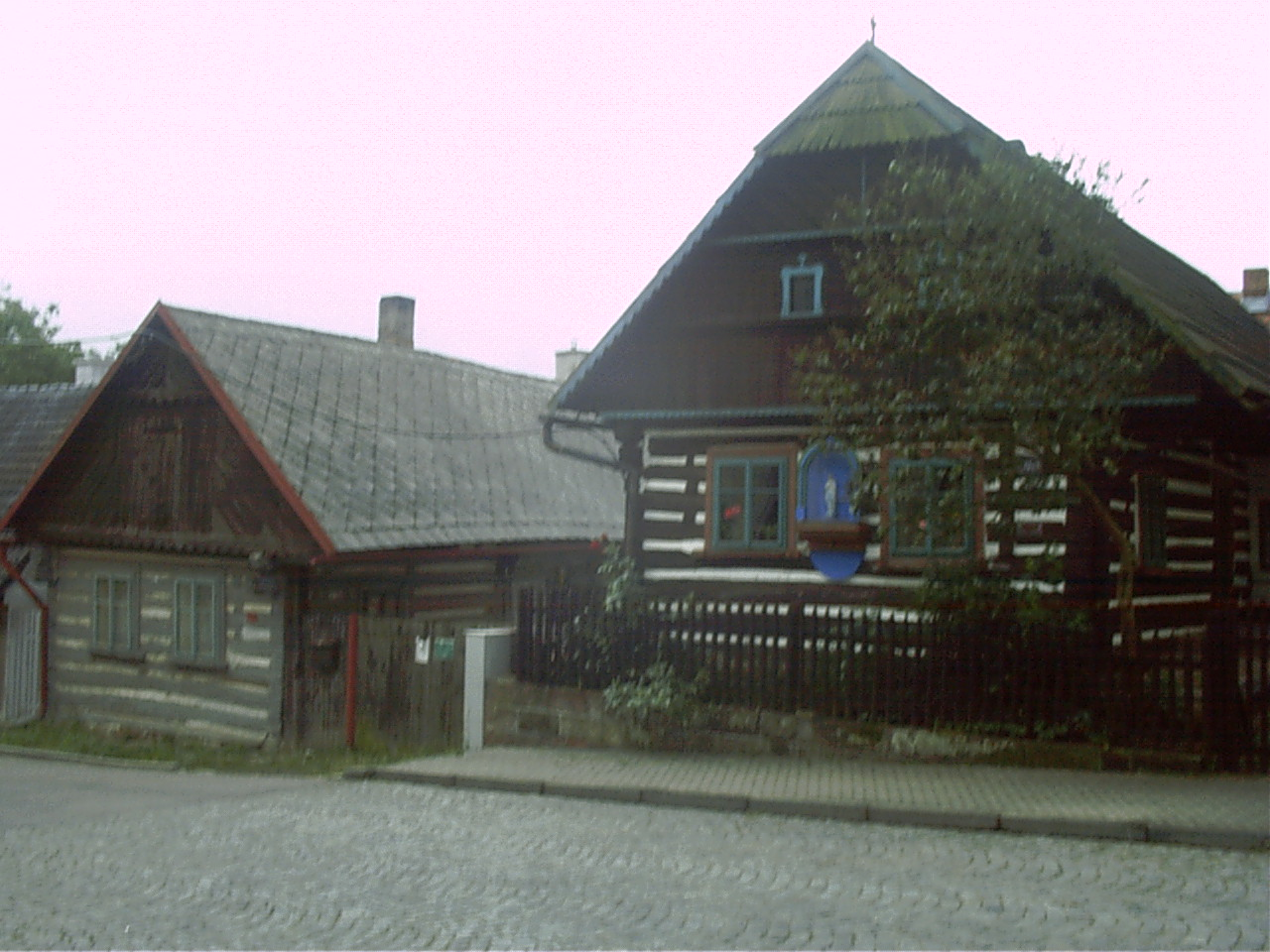
Старинные здания рядом с Национальным историческим музеем